# إيغور بورنازوفيتش
إيغور بورنازوفيتش (مواليد 25 أغسطس 1985) هو لاعب كرة قدم. يلعب مع منتخب الجبل الأسود لكرة القدم. سبق له أن لعب في بطولة أوروبا تحت 21 سنة لكرة القدم مع منتخب بلاده (منتخب صربيا تحت 21 سنة لكرة القدم).

## روابط خارجية
- إيغور بورنازوفيتش على موقع رابطة كرة القدم اليابانية للمحترفين (اليابانية)
- إيغور بورنازوفيتش على موقع قاعدة بيانات كرة القدم.إي يو (الإنجليزية)
- إيغور بورنازوفيتش على موقع ناشيونال فوتبول تيمز (الإنجليزية)
- إيغور بورنازوفيتش على موقع Soccerway.com (الإنجليزية)
- إيغور بورنازوفيتش على موقع عالم كرة القدم.نت (الإنجليزية)